# Zbrodnie przyszłości
Zbrodnie przyszłości (ang. Crimes of the Future) − kanadyjski film niezależny z 1970 roku w reżyserii Davida Cronenberga. 
Powstał nakładem zaledwie 20 tys. dolarów. Dzieło autorskie Cronenberga, który napisał scenariusz, wyreżyserował je i zmontował. Ma postać filmu niemego, z włączonymi w obraz komentarzami twórcy w formie napisów.